# Máza
Máza község Baranya vármegyében, a Komlói járásban.

## Fekvése
Baranya és Tolna vármegye határán fekszik, a Kelet-Mecsek egyik, legyezőszerűen kiszélesedő völgyében húzódik meg. Erdők és gondozott mezőgazdasági területek fogják közre. Természeti adottságai igen jó lehetőséget biztosítanak erdei kirándulásokra, vadászatra, pihenésre.
Közigazgatási területén – annak legészakibb részén – a Bonyhád-Kaposszekcső közti 6534-es út halad át; központja csak önkormányzati utakon érhető el.
A hazai vasútvonalak közül a Dombóvár–Bátaszék-vasútvonal érinti, amelynek egy megállási pontja van itt, Máza-Szászvár vasútállomás, ez közvetlenül a 6534-es út mellett helyezkedik el. Az állomástól nem messze ágazik ki az említett útból, nagyjából észak felé a Györére és azon át Izményre vezető 65 168-as számú mellékút.

## Története
A települést említő első írásos adatok 1235-ből valók. A későbbi századokban itt élő magyar és német népcsoportok kizárólag földműveléssel foglalkoztak, egészen az 1829-es bányanyitásig, melyet követően kialakult egy földművelő-iparos réteg is.
A település történetében fordulópontot jelentett az 1974. december 31-i dátum, amikor a megyehatár túloldalán fekvő, nagyobb lélekszámú és bányával rendelkező Szászvárral egyesítették Mázaszászvár néven. Ezzel Máza Tolna megyéből Baranya megyébe került át. A két község 1991. január 1. óta ismét önálló, de Máza továbbra is Baranya megyéhez tartozik.

## Közélete

### Polgármesterei
- 1991–1994:
- 1994–1998: Bőhm János (MSZP-KDNP)[3]
- 1998–2002: Bőhm János (független)[4]
- 2002–2006: Bőhm János (független)[5]
- 2006–2010: Pecze Gábor (független)[6]
- 2010–2014: Pecze Gábor (független)[7]
- 2014–2019: Pecze Gábor (független)[8]
- 2019–2024: Pecze Gábor (független)[9]
- 2024– : Radics Ferenc (független)[1]

## Népesség
A település népességének változása:
| Lakosok száma | 1222 | 1213 | 1195 | 1138 | 1156 | 1130 | 1110 | 1080 |
|               | 2013 | 2014 | 2015 | 2019 | 2021 | 2022 | 2023 | 2024 |

A 2011-es népszámlálás során a lakosok 83,1%-a magyarnak, 5,4% cigánynak, 11,7% németnek, 0,9% románnak mondta magát (16,9% nem nyilatkozott; a kettős identitások miatt a végösszeg nagyobb lehet 100%-nál). A vallási megoszlás a következő volt: római katolikus 43,8%, református 3%, evangélikus 4,5%, görögkatolikus 0,2%, felekezeten kívüli 13,5% (34% nem nyilatkozott).
2022-ben a lakosság 92,4%-a vallotta magát magyarnak, 8,3% németnek, 7,1% cigánynak, 0,2% románnak, 0,1% horvátnak, 2% egyéb, nem hazai nemzetiségűnek (7,3% nem nyilatkozott; a kettős identitások miatt a végösszeg nagyobb lehet 100%-nál). Vallásuk szerint 30,1% volt római katolikus, 3,5% evangélikus, 2,6% református, 0,2% görög katolikus, 1,1% egyéb keresztény, 1,3% egyéb katolikus, 22,3% felekezeten kívüli (39% nem válaszolt).

## Híres mázaiak
- Itt született 1951. október 25-én Mucha József válogatott labdarúgó
- Itt töltötte utolsó éveit 1964-ben bekövetkezett halála előtt Pávai-Vajna Ferenc geológus
- Itt töltötte gyermekkorát Szőke Viktória rádiós, és tévés műsorvezető, szerkesztő